# Liviu Tudan
Liviu Tudan (nume original: Dumitru Tunsoiu; n. 29 noiembrie 1947, București – d. 26 mai 2005, București) a fost un basist și compozitor român de muzică rock, membru al formației Roșu și Negru.

## Biografie
Născut în București, unde studiază în cadrul Școlii de Muzică nr. 1, absolvă la Iași cursurile Conservatorului de Muzică George Enescu, clasa Compoziție. Se îndreaptă rapid spre curentul rock, devenind de-a lungul timpului membru (chitară bas) al mai multor grupuri cunoscute, cum ar fi Sideral sau Metronom , dar trupa care l-a consacrat și de numele căreia rămâne legat este Roșu și Negru. Are colaborări cu multe personalități din muzica românească, cum ar fi Nuțu Olteanu, Gabriel Nacu, Florin Ochescu, Adrian Ordean, Nelu Dumitrescu, Marty Popescu, Ovidiu Lipan Țăndărică, fiind și unul dintre compozitorii preferați ai Didei Drăgan.
Numele Liviu Tudan este adoptat din 1966, cu ocazia interpretării personajului principal cu același nume din filmul Ultima noapte a copilăriei (1968), regizat de Savel Stiopul.
Moare după o lungă suferință, ca urmare a unui cancer hepatic grefat pe ciroza cauzata de Hepatita C, de care suferea din 1976. În 2004 a beneficiat de un transplant de piesă hepatică de la soția sa.

## Activitate muzicală
- varii formații de club (1964–1965), ca basist
- Sideral (1965–1968), basist, solist vocal
- Roșu și Negru (1968–1970, 1974–1993, 1997–2003), basist, solist vocal, claviaturist
- Metronom (1970–1971), basist, solist vocal
- Paul Ghentzer Group (1972–1974), basist, solist vocal

## Discografie
- Roșu și Negru – Flori de timp/Vrei (1977, single)
- Compilație – Formații rock 4 (1980, LP colectiv) — piesele Roșu și Negru – „Miracolul suprem”, „Copilul și soarele”
- Roșu și Negru – Alfabetul/Hai acasă (1980, single)
- Compilație – Invitație la discotecă 1 – Muzică de dans (1984, LP colectiv) — piesa Roșu și Negru – „Alfabetul”
- Compilație – Invitație la discotecă 4 – Muzică de dans (1984, LP colectiv) — piesele Roșu și Negru – „Hai acasă” și „Miracolul suprem”
- Compilatie – Estival Top (1985, LP/MC colectiv) — piesa Roșu și Negru – „Amurgul”
- Roșu și Negru – ...Pseudofabulă (1985, LP)
- Roșu și Negru – Culori (1986, LP/MC)
- Roșu și Negru – Semnul tău (1988, LP)
- Compilație – Orele Revoluției (1990, 3 LP-uri) — piesa Roșu și Negru – „Crăciun însîngerat”
- Roșu și Negru – Tribut lui Liviu Tudan – Roșu și Negru (2007, CD) — piesa „Lumea ca o pradă”
- Roșu și Negru – Muzică de colecție, Vol. 59 – Roșu și Negru (2008, CD, cu Jurnalul Național)
- Compilație video – Timpul chitarelor (2009, DVD) — piesele Sideral – „Uvertură / De-aseară latră”, Roșu și Negru – „Hai acasă”

## Melodii compuse (în ordine alfabetică)
- „Aici” (versuri: Liviu Tudan)
- „Aleargă” (Roșu și Negru, 1979–an incert, needitată pe vreun disc, versuri: Liviu Tudan)
- „Alfabetul” (Roșu și Negru, 1978, melodie scrisă inițial pentru Angela Similea, versuri: Corina Brăneanu)
- „Amurgul” (Roșu și Negru, 1981, versuri: Octavian Goga)
- „Apel” (Roșu și Negru, 1975, versuri: Mihai Muncioiu)
- „Arheopterix” (Sideral, 1965, versuri: Liviu Tudan)
- „Aripi de pace” (Roșu și Negru, 1984, versuri: Nicolae Popeneciu)
- „Aș vrea să fiu cu tine” (Marina Florea, 1998, versuri: Aimee D'Albon)
- „Balada” (Roșu și Negru, 1975, versuri: Liviu Tudan)
- „Carnavalul” (Angela Similea, 1980, versuri: Liviu Tudan)
- „Când pleci tu” (Roșu și Negru, 1987, versuri: Dan Verona)
- „Cântec de țară” (Roșu și Negru, 1975, versuri: Eugen Patriche)
- „Copiii păcii” (Roșu și Negru, 1975, versuri: Nicoleta Gherghel)
- „Copilul și soarele” (Roșu și Negru, 1979, versuri: Corina Brăneanu)
- „Crăciun însângerat” (Roșu și Negru, 1990, versuri: George Stanca)
- „Crez de femeie” (Dida Drăgan, versuri: Dida Drăgan)
- „Dac-ai să vii” (Dida Drăgan, 1997, versuri: Dida Drăgan)
- „Dă-mi o clipă de iubire” (Metronom, 1970)
- „De aseară latră” (Sideral, 1967, versuri: Liviu Tudan)
- „De ce nu vii”(versuri: Liviu Tudan)
- „Dimineața” (1980, versuri: Daniela Crăsnaru)
- „Doare, Doamne, lumea” (Dida Drăgan, 1997, versuri: Dida Drăgan)
- „Drum în piatră” (Roșu și Negru, 1976, versuri: Ovidiu Dumitru)
- „E vremea noastră” (Roșu și Negru, 1976, versuri: Eugen Patriche, reluare parțială a piesei Sideral „Pasărea Archeopterix”)
- „Fată dragă” (Paul Ghentzer Group, 1973, versuri: Liviu Tudan)
- „Gândul meu” (Roșu și Negru, 1980)
- „Hai acasă” (Roșu și Negru, 1979, versuri: Ovidiu Dumitru)
- „Imagini de vis” (Roșu și Negru, 1989, versuri: Stelian Tănase)
- „Iubirea cere pace planetară” (Roșu și Negru, 1983, versuri: Lucian Avramescu)
- „Iubirea din inima mea” (Dida Drăgan, 2003, versuri: Dida Drăgan)
- „Într-o gară de metrou” (Roșu și Negru, 1982, versuri: Eugen Dumitru)
- „Joc în doi” (Roșu și Negru, 1987, versuri: Dan Verona)
- „Lacul” (Sideral, 1967, versuri: Mihai Eminescu)
- „La modă” (Roșu și Negru, 1982, versuri: Liviu Tudan)
- „La poarta vieții” (Roșu și Negru, 1982, versuri: Eugen Dumitru)
- „La țărmul unei amintiri” (Roșu și Negru, 1989, versuri: Eugen Dumitru)
- „Lumea basmului” (Roșu și Negru, 1979, versuri: Eugen Dumitru)
- „Lumea ca o pradă” (Roșu și Negru, 1997, versuri: Eugen Dumitru)
- „Lumea copilăriei” (Roșu și Negru, versuri: Nicolae Popeneciu)
- „Maximă” (Roșu și Negru, 1998, versuri: Horia Stoicanu)
- "Mesaj"(Roșu și Negru, 1975, versuri: Mihai Muncioiu)
- „Miracolul suprem” (Roșu și Negru, 1979, versuri: Daniela Crăsnaru)
- "Muzicanții" (Roșu și Negru, 1983, versuri adaptate după fabula lui Krîlov)
- "N'o, că n-am dat cu parul"(1999, versuri: Eugen Dumitru)
- „Nea Mărin” (Roșu și Negru, 1980, versuri: Liviu Tudan)
- „Ninge cu îngeri” (Dida Drăgan, 2003, versuri: Dida Drăgan)
- „Noaptea de dragoste” (Sideral, 1967)
- „Noaptea în oraș” (Roșu și Negru, 2000, versuri: Teodora Herghelegiu)
- „Nufăr alb” (Roșu și Negru, 1980, versuri: Liviu Tudan)
- „O lacrimă de stea” (Dida Drăgan, 1996, versuri: Dida Drăgan)
- „O oră, o clipă” (Dida Drăgan, 1997, versuri: Eugen Dumitru)
- „Oameni și fapte” (Unit Progresiv TM—Roșu și Negru, 1977, versuri: Daniela Crăsnaru)
- „Opțiune pentru pace” (Unit Progresiv TM—Roșu și Negru, 1977, versuri: Daniela Crăsnaru)
- „Parodie ex-olimpică” (Metronom, 1970)
- „Pas candid către realitate” (Unit Progresiv TM—Roșu și Negru, 1977, versuri: Daniela Crăsnaru)
- „Pasărea iubirii” (Roșu și Negru, 1979, versuri: Liviu Tudan)
- „Poveste fără final” (Dida Drăgan, 1997, versuri: Dida Drăgan)
- „Promisiuni” (Roșu și Negru, 1983, versuri: Nicolae Popeneciu)
- „Puterea muzicii” (Unit Progresiv TM—Roșu și Negru, 1978, versuri: Daniela Crăsnaru)
- „Răsărit” (Roșu și Negru, versuri: Nicolae Popeneciu)
- "Râzi din nou" (Elena Cârstea, 1982, versuri: Liviu Tudan)
- „Să cerem soarelui lumină” (Roșu și Negru, 1987, versuri: George Țărnea)
- „Semnul tău” (Roșu și Negru, 1986, versuri: George Stanca)
- „Sinestezie” (Metronom, 1970)
- „Somnoroase păsărele” (Sideral, 1967, versuri: Mihai Eminescu)
- „Spune-mi” (Candy & Gaz pe Foc, 2002)
- „Sub cer” (Roșu și Negru, 1982, versuri: Nicolae Popeneciu)
- „Sunt fiul țării” (Roșu și Negru, 1976, versuri: Eugen Patriche)
- „Scurtă privire asupra timpului” (Roșu și Negru, 1976, titlu original: „Scurtă privire asupra fructului oprit”)
- „Te aștept în zori” (Dida Drăgan, 1996)
- „Titi durul” (Roșu și Negru, 2000)
- "Un cântec prin lume"(Expres, 1980, versuri: Corina Brăneanu)
- „Uneori, suntem toți copii” (Corina Chiriac, 1979, versuri: Corina Brăneanu)
- „Val de mare” (Roșu și Negru, 1989, versuri: George Stanca)
- „Veniți cu noi” (Roșu și Negru, 1986)
- „Viața e mișto” (Roșu și Negru, 2000, versuri: Teodora Herghelegiu)
- „Vino iar” (Roșu și Negru, 1980, versuri: Daniela Crăsnaru)
- „Vis de copilărie” (Roșu și Negru, 1982, versuri: Nicolae Popeneciu)
- „Vis și culoare” (Roșu și Negru, 1976)
- „Voinicul” (Roșu și Negru, 1980, versuri: Liviu Tudan)
- „Vrei” (Roșu și Negru, 1976, versuri: Ovidiu Dumitru)
- „Zbor” (Roșu și Negru, 1982, versuri: Nicolae Popeneciu)
- „Zburătorul” (Unit Progresiv TM—Roșu și Negru, 1978, versuri: Popescu Roman Adrian)

## Filmografie
- Ultima noapte a copilăriei (1968)